# Gonimbrasia balachowskyi
Gonimbrasia balachowskyi is een vlinder uit de familie nachtpauwogen (Saturniidae), onderfamilie Saturniinae.
De wetenschappelijke naam van de soort is, als Imbrasia balachowskyi, voor het eerst geldig gepubliceerd door Pierre Claude Rougeot in 1973.